# Fernando José Salgueiro Maia
Fernando José Salgueiro Maia (Castelo de Vide, 1 de julio de 1944 - Santarém, 4 de abril de 1992) fue un militar portugués, y uno de los capitanes del ejército que lideraron las fuerzas militares durante la Revolución de los Claveles que determinó el final de la dictadura salazarista.

## Biografía
Salgueiro Maia, como era conocido, era hijo del ferroviario Francisco da Luz Maia y de Francisca Silvéria Salgueiro. Fue a la escuela primaria de São Torcato (Coruche) y después se trasladó a Tomar y Leiría para terminar sus estudios secundarios.
En 1964 ingresa en la academia militar de Lisboa, y dos años después se presenta en la Escola Prática de Cavalaria (EPC). En 1968 estaba integrado en la 9.ª compañía de Comandos, en la parte norte de Mozambique, luchando en plena Guerra colonial portuguesa. Su participación le valió el ascenso a capitán en 1970.
Entre 1971 y 1973 estuvo destinado en Guinea-Bissau, y a su regreso a Portugal se inician las reuniones clandestinas del Movimento das Forças Armadas. Salgueiro Maia, entonces delegado de Caballería, integra la comisión coordinadora de la organización y participa en el fallido «Levantamiento de las Caldas» del 16 de marzo de 1974.
El 25 de abril de 1974, fecha de la «Revolución de los Claveles», Salgueiro Maia comandó una columna de blindados desde Santarém, a 100 km del norte de Lisboa, que cercó los ministerios del Terreiro do Paço para forzar la rendición de Marcelo Caetano. Después de que éste le entregara el gobierno a Antonio de Spínola, el capitán le escoltó al avión que le conduciría al exilio en Brasil.
Salgueiro Maia fue transferido el 25 de noviembre de 1975 a las Azores, y cuatro años después regresó a Santarém para comandar el Presídio Militar de Santa Margarida. Durante todo ese período el capitán insistió en continuar sus funciones como militar profesional y rechazó unirse a algún partido político, tal y como hicieron otros generales. Tampoco quiso formar parte de Consejo de la Revolución ni de la Casa Militar de la Presidencia de la República, aceptando sólo los cargos que le correspondieran en el escalafón militar. En 1981 fue ascendido a mayor y en 1984 regresó a la Escuela Práctica de Caballería.
Enfermo de cáncer desde 1989, falleció como consecuencia de la enfermedad el 4 de abril de 1992, con tan solo 47 años. A título póstumo ha sido condecorado con el grado de Gran Oficial de la Orden de la Torre y de la Espada en 1992; con la Gran Cruz de la Orden de la Libertad en 1993, y con la Medalla de Oro de Santarém en 2007. El Puente Salgueiro Maia fue bautizado en su honor.

## Frases y momentos para la historia

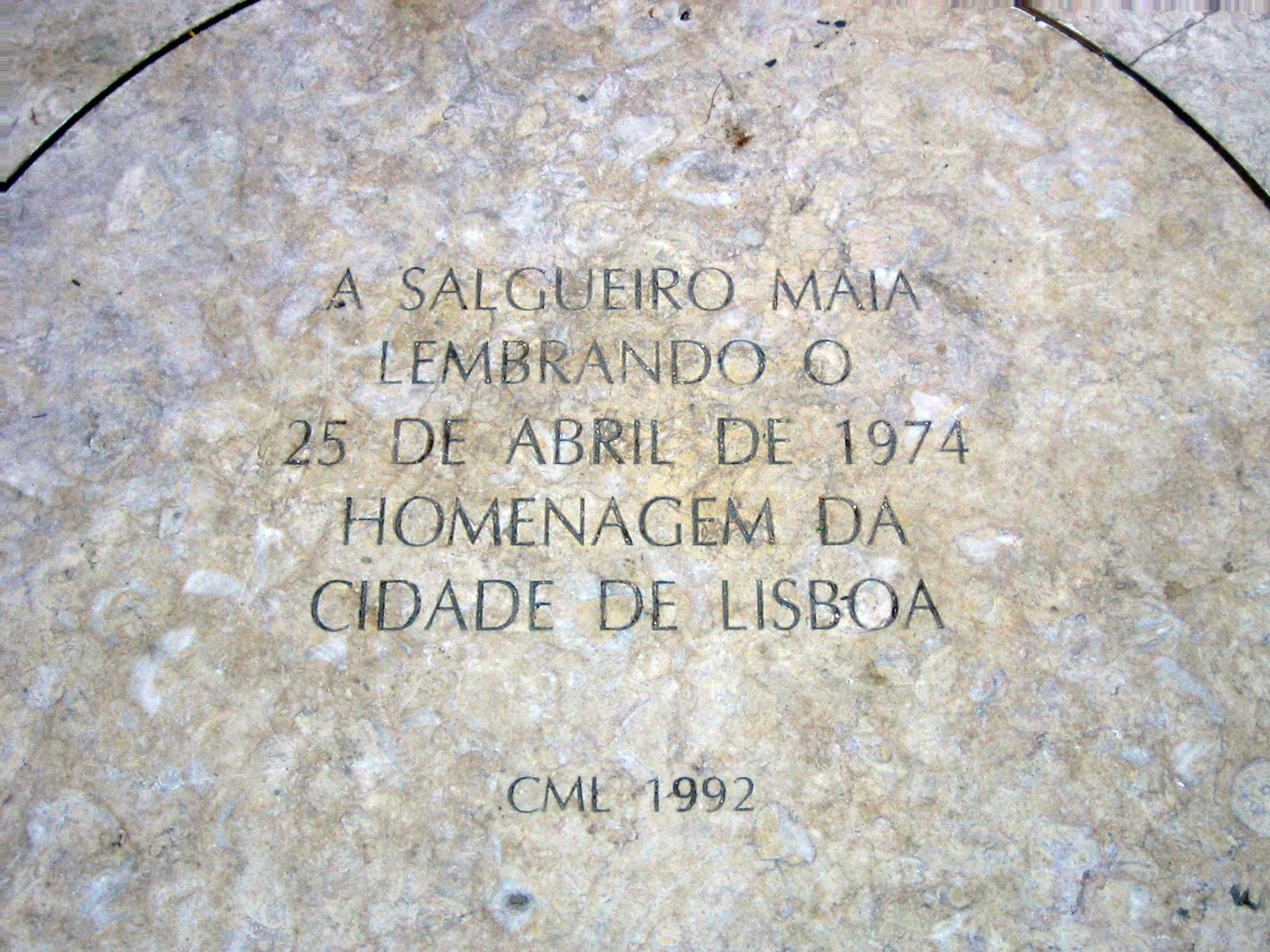
Placa en su homenaje en Largo do Carmo, Lisboa.

Durante la madrugada del 25 de abril de 1974, en la parada de la Escuela Práctica de Caballería de Santarém:

"Señores míos, como todos saben, hay diversas modalidades de Estado. Los estados socialistas, los capitalistas y el estado al que hemos llegado. Así, en esta noche solemne, vamos a acabar con el estado al que hemos llegado. De forma que, quien quiera venir conmigo, vamos para Lisboa y acabemos con esto. Quien sea voluntario, que salga y forme. Quien no quiera salir, se queda aquí".